# Croton pontis
Espèce
Classification APG II (2003)
Croton pontis est une espèce de plantes à fleurs du genre Croton et de la famille des Euphorbiaceae, présente au Viêt Nam.